# Lygia Sigaud
Lygia Maria Sigaud (Rio de Janeiro, 28 de fevereiro de 1945 – 9 de abril de 2009) foi uma antropóloga, pesquisadora e professora universitária brasileira. 
Professora adjunta da Universidade Federal do Rio de Janeiro, Lygia foi pioneira dentro da antropologia brasileira ao revelar as más condições de trabalho na lavoura de cana-de-açúcar da Zona da Mata pernambucana. Autora de vários livros, trabalhou com os temas de trabalho escravo e exploração de trabalhadores na região da Zona da Mata. Lygia dirigia ainda o núcleo de cultura e economia do Museu Nacional.

## Biografia
Nascida na capital fluminense em 1945, Lygia ingressou no curso de Sociologia e Política da Pontifícia Universidade Católica do Rio de Janeiro, em 1964. Já em seus últimos anos de graduação, Lygia já trabalhava como jornalista na editoria internacional do Jornal do Brasil. Ao se formar, ingressou na primeira turma de mestrado do Programa de Pós-Graduação em Antropologia Social do Museu Nacional, da Universidade Federal do Rio de Janeiro.
Fazendo parte do projeto Estudo Comparativo do Desenvolvimento Regional do museu, Lygia fez pesquisa no nordeste do Brasil, partindo para a Zona da Mata pernambucana entre 1969 e 1970. Em 1972, Lygia coletou material sobre o processo de expulsão, pelos patrões, dos trabalhadores residentes nos engenhos. Os patrões alegavam que, com a efetivação dos direitos (preconizados no Estatuto do Trabalhador Rural, de 1963, e no Estatuto da Terra, de 1964), eles não podiam mais manter a maior parte dos moradores do engenho; já os trabalhadores e os sindicalistas alegavam que as expulsões eram motivadas pela sonegação desses mesmos direitos. Os trabalhadores expulsos dos engenhos foram se instalando nas pequenas cidades da Zona da Mata, em novos bairros precários chamados de "ponta de rua". Dali passariam a ser recrutados por empreiteiros para os trabalhos nas propriedades canavieiras.
Lygia continuaria estudando o tema em seu doutorado, pela Universidade de São Paulo, onde foi orientada pela professora Ruth Cardoso. Sua tese foi, posteriormente, publicada em livro em 1979. Lygia estudou o estabelecimento desses trabalhadores em um novo local, a submissão desta força trabalhadora a novos patrões e os sonhos desta classe na busca por direitos sociais. Sua pesquisa constituía um interesse novo da antropologia brasileira pelas concepções e pelos usos do direito por parte dos trabalhadores na história brasileira recente.
Ao longo da carreira, Lygia também se dedicou ao estudo sitemático das obras e da vida intelectual de pesquisadores como Bronisław Malinowski, Marcel Mauss e Edmund Leach. Lygia também revelou os efeitos dos grandes projetos hidrelétricos sobre os trabalhadores rurais do nordeste e do sul do Brasil.

## Morte
Lygia morreu em 9 de abril de 2009, na capital fluminense, aos 64 anos, devido a um câncer de pulmão. Ela foi velada e cremada no Cemitério do Caju, na zona portuária do Rio de Janeiro.

## Publicações
- SIGAUD, L. M.; L'ESTOILE, Benoît de (Org.). Ocupações de terra e transformações sociais: uma experiência de etnografia coletiva. 1ª ed. Rio de Janeiro: Editora FGV, 2006. v. 01. 173p.
- SIGAUD, L. M.; L'ESTOILE, Benoît de (Org.) ; NEIBURG, Federico (Org.). Anthropology, Empires and Natives. Anthropology and State-Making. Durham: Duke University Press, 2005. 340p.
- SIGAUD, L. M.. Lonas e bandeiras em terras pernambucanas. Rio de Janeiro: Museu Nacional - Tecnopop, 2003. v. 1000. 125p.
- SIGAUD, L. M.; ESTOILE, B. L. ; NEIBURG, F. G.. Antropologia, Impérios e Estados Nacionais. 1. ed. Rio de Janeiro: Relume Dumará Faperj, 2002. v. 1. 295p.
- SIGAUD, L. M.. Estado, Energia Elétrica e Meio Ambiente: o caso das grandes barragens. Rio de Janeiro: COPPE/Editora UFRJ, 1995.
- LYGIA SIGAUD, OTAVIO MIELUIK LUIZ PIGUELLI ROSA ; SIGAUD, L. M. . Impactos de Grandes Projetos Hidreletricos e Nucleares. 1. ed. São Paulo: MARCO ZERO, 1988. 199p.
- SIGAUD, L. M.. Greve Nos Engenhos. Rio de Janeiro: Paz e Terra, 1980. 114p.
- SIGAUD, L. M.. Os Clandestinos e Os Direitos. São Paulo: Duas Cidades, 1979. 260p.